# Plexus aorticus abdominalis
Der Plexus aorticus abdominalis ist ein Nervengeflecht, das die Bauchaorta umgibt. Es reicht vom Hiatus aorticus (Durchtrittsöffnung des Zwerchfells für die Aorta), wo es den Plexus aorticus thoracicus fortsetzt, bis zur Gabelung der Aorta, wo er sich als Plexus hypogastricus superior und als Plexus iliacus fortsetzt.
Der Plexus aorticus abdominalis bildet einige abzweigende Nervengeflechte, analog zu den von der Aorta abzweigenden Arterien: So ist die Nierenarterie vom Plexus renalis umgeben, der wiederum den Plexus uretericus an den Harnleiter abgibt. Mit der Arteria testicularis, bzw. der Arteria ovarica, zieht auch der Plexus testicularis (bzw. Plexus ovaricus) zur Gonade. Zum Mastdarm wiederum wird der Plexus rectalis superior vom Plexus mesentericus inferior entsendet.
Der Plexus aorticus abdominalis erhält sympathische Fasern aus den Ganglia coeliaca, aus den Ganglia aorticorenalia und parasympathische aus dem Vagusnerv.